# Signos (álbum)
Signos es el tercer álbum de estudio de la banda de rock Soda Stereo, publicado por Sony Music Latin (antes CBS) el 10 de noviembre de 1986. Fue producido por Soda Stereo. 
Es considerado por la mayoría de los críticos como el tercer mejor álbum de la banda, después de Canción animal, de 1990.
En este álbum se destacan canciones como: «Signos», «Prófugos», «No Existes» y «Persiana americana».
Ya establecidos como un grupo de alcance internacional, la Gira Signos que promocionó el disco visitó Argentina, Paraguay, Bolivia, Ecuador, Colombia, Costa Rica, México, Venezuela, Chile y Perú.
Signos logró el puesto 40° de los 250 mejores álbumes del rock iberoamericano por Al Borde en 2006, y el puesto 25° de los mejores 100 álbumes del rock argentino por la Rolling Stone Argentina en 2007.
De este álbum, el ranking de las 500 mejores canciones del rock iberoamericano por Al Borde en 2006 premió «Signos» (178°) y «Persiana americana» (7°), mientras que el de las 100 mejores canciones del rock argentino por la Rolling Stone Argentina y MTV en 2002 premió «Persiana americana» (31°).
Signos es destacado en la historia de la industria discográfica argentina: en 1987 se convirtió en el primer álbum de un artista argentino en ser lanzado en formato de CD. Debió ser fabricado en Austria, ya que aún no habían máquinas en Argentina para fabricar CD, y desde allí fue enviado a toda Latinoamérica. Este episodio es una de las muestras de cómo Soda Stereo era una banda vanguardista, siempre a la búsqueda de los últimos adelantos tecnológicos y artísticos.

## Historia

### Grabación
Gustavo Cerati comentó al respecto del disco:

"Escribí todas las letras de un solo tiro. Vivíamos al palo, parecía que estábamos lejos del arte y, sin embargo, fue uno de nuestros discos más profundos, quizás porque no la estábamos pasando bien."

Lo cierto es que Gustavo casi muere durante los preparativos de Signos. La banda estaba consumiendo altas dosis de cocaína, para resistir el ajetreado ritmo de presentaciones y ensayos. Durante los preparativos de Nada Personal habían hecho base en una vieja casona de Parque Leloir que se encontraba en un estado deplorable, donde padecían los rigores del frío, lo cual los ponía aún más molestos. A causa de los efectos de la cocaína, los integrantes de la banda se sentían inquietos y paranoicos. Gustavo se despertó una vez y sentía una angustia profunda en el pecho, mientras que su corazón comenzó a acelerarse sin pausa. Un pánico enorme se apoderó del cantante y temió por su vida, por lo que se dirigió inmediatamente a un hospital para internarse. Luego de esa internación, su madre lo llevó a su casa y logró calmarlo. Gustavo reconsideró sus vicios fuertemente luego de aquel episodio casi mortal.
Signos es, por tanto, un álbum teñido por los efectos del consumo de la cocaína, las letras dan muestras de las sensaciones de susceptibilidad, alienación y paranoia que los integrantes de la banda experimentaban durante este momento en sus carreras.

### Presentación del disco
El 2 de mayo de 1987 se presentaban en la discoteca Highland Road de San Nicolás de los Arroyos, Buenos Aires, cuando sucedió un derrumbe en el que murieron cinco jóvenes y hubo más 100 heridos mientras estaban tocando «Persiana Americana». Con una carga emocional muy fuerte tocaron en Obras el 8 y 9 de mayo para presentar Signos en Buenos Aires, Argentina. Como expresión de dolor, el grupo no utilizó la escenografía ni los juegos de iluminación que tenían preparados.

### Gira Signos
Ese mismo año emprendieron una segunda gira por el continente con una repercusión aún mayor. El grupo se presentó en Chile, Perú, Bolivia, Ecuador, Colombia, Venezuela, Costa Rica y México (la primera presentación en México fue el 4 de agosto de 1987, en el Magic Circus del D.F.). Realizaron 22 conciertos en 17 ciudades frente a casi 350.000 personas, abriendo así la idea misma de un «rock latino», más allá de la nacionalidad de cada banda, que fructificaría en la siguiente década.
Con el material grabado en los distintos puntos del viaje se realizó el disco en vivo Ruido Blanco (1987), mezclado en la isla de Barbados y que fue considerado por la revista Rolling Stone Argentina como el 5.º mejor álbum en vivo del rock argentino.

## Lista de canciones
| Lado A |                      |                                        |          |  |
| N.º    | Título               | Escritor(es)                           | Duración |  |
| 1.     | «Sin sobresaltos»    | Cerati · Bosio                         | 4:24     |  |
| 2.     | «El rito»            | Cerati                                 | 6:07     |  |
| 3.     | «Prófugos»           | Cerati · Alberti                       | 5:20     |  |
| 4.     | «No existes»         | Cerati · Bosio                         | 4:42     |  |
| 5.     | «Persiana americana» | Cerati · Jorge Daffunchio              | 4:52     |  |
| 6.     | «En camino»          | Cerati · Alberti · Isabel de Sebastián | 4:31     |  |
| 7.     | «Signos»             | Cerati                                 | 5:16     |  |
| 8.     | «Final caja negra»   | Cerati · Bosio · Alberti               | 5:42     |  |
| 40:54  |                      |                                        |          |  |

## Videoclips
- «Prófugos» (2008), luego de la gira: Me Verás Volver.
- «Persiana americana» (2008), luego de la gira: Me Verás Volver.
- «Prófugos» (2021), visualizer.
- «En camino» (2021).

## Sencillos
- «Persiana americana» (1986)
- «Signos» (1986)
- «Prófugos» (1987)
- «El rito» (1987)
- «No existes» (1987)

## Posicionamientos

### Álbum
| Fuente                                                  | Posición |
| ------------------------------------------------------- | -------- |
| 250 mejores del rock iberoamericano, Al Borde           | 40°      |
| 100 mejores del rock argentino, Rolling Stone Argentina | 25°      |

### Sencillos
| Año  | Título               | Los 500 mejores del rock iberoamericano, Al Borde | Los 120 mejores del rock hispanoamericano, Rock en las Américas | Los 100 mejores del rock argentino, Rolling Stone Argentina y MTV |
| ---- | -------------------- | ------------------------------------------------- | --------------------------------------------------------------- | ----------------------------------------------------------------- |
| 1986 | «Persiana Americana» | 7°                                                | 6°                                                              | 31°                                                               |

| Año  | Título   | Los 500 mejores del rock iberoamericano, Al Borde |
| ---- | -------- | ------------------------------------------------- |
| 1986 | «Signos» | 178°                                              |

## Certificaciones
| País      | Organismo certificador | Certificación | Ventas certificadas | Ref.   |
| --------- | ---------------------- | ------------- | ------------------- | ------ |
| Argentina | CAPIF                  | 2× Platino    | 120 000             | [ 10 ] |
| Chile     | IFPI - Chile           | 2× Platino    | 40 000              | [ 9 ]  |
| Perú      | UNIMPRO                | Platino       | 20 000              | [ 9 ]  |

## Músicos

### Soda Stereo
- Gustavo Cerati: voz principal, coros, guitarras y caja de ritmos Roland TR-707
- Zeta Bosio: bajos y coros
- Charly Alberti: batería electrónica y percusión

### Músicos de sesión
- Fabián Von Quintiero: piano eléctrico y Emulator II
- Celsa Mel Gowland: coros
- Richard Coleman: guitarra rítmica en dos canciones
- Diego Urcola: trompeta
- Pablo Rodríguez: saxofón alto
- Sebastián Schon: saxofón tenor
- Marcelo Ferreyra: trombón